# Bansko, Nordmakedonien
Bansko (makedonska: Банско) är en ort i Nordmakedonien. Den ligger i kommunen Strumica, i den östra delen av landet, 130 kilometer sydost om huvudstaden Skopje. Bansko ligger 280 meter över havet och antalet invånare är 1 992.